# Ctenotus agrestis
Ctenotus agrestis (астребловий гребневухий сцинк) — вид сцинкоподібних ящірок родини сцинкових (Scincidae). Ендемік Австралії.

## Поширення і екологія
Астреблові гребневухі сцинки мешкають в центральному Квінсленді. Вони живуть на трав'янистих рівнинах, порослих невисокими чагарниками акації та травою Мітчелла (Astrebla).